# Гаврилов, Константин Юрьевич
Константи́н Ю́рьевич Гаври́лов (род. 27 ноября 1960) — российский дипломат. Чрезвычайный и полномочный посланник 1 класса (2025).

## Биография
Окончил Московский государственный институт международных отношений (МГИМО) МИД СССР (1987). Владеет испанским и английским языками. На дипломатической работе с 1987 года.
В 2003—2006 годах — старший советник, начальник отдела в Департаменте по вопросам безопасности и разоружения МИД России.
В 2006—2012 годах — заместитель постоянного представителя России при Организации по запрещению химического оружия (ОЗХО) в Гааге (Нидерланды).
В 2012—2019 годах — директор (уровень D-2) Технического секретариата ОЗХО.
В 2019—2024 годах — главный советник Департамента по вопросам нераспространения и контроля над вооружениями с возложением обязанностей руководителя делегации Российской Федерации на переговорах в Вене по вопросам военной безопасности и контроля над вооружениями.
С 8 октября 2024 года — чрезвычайный и полномочный посол Российской Федерации в Панаме.

## Дипломатический ранг
- Чрезвычайный и полномочный посланник 2 класса (6 февраля 2009)[2].
- Чрезвычайный и полномочный посланник 1 класса (10 февраля 2025)[3].

## Награды
- Медаль Министерства обороны России «За укрепление боевого содружества».
- Медаль Федерального управления по безопасному хранению и уничтожению химического оружия «За содружество в области химического разоружения».
- Почётная грамота Министерства иностранных дел Российской Федерации.
- Почётная грамота Министерства промышленности и торговли Российской Федерации.
- Орден Дружбы (24 января 2025 года) — за вклад в реализацию внешнеполитического курса Российской Федерации и многолетнюю добросовестную дипломатическую службу[4]